# Gran Torino

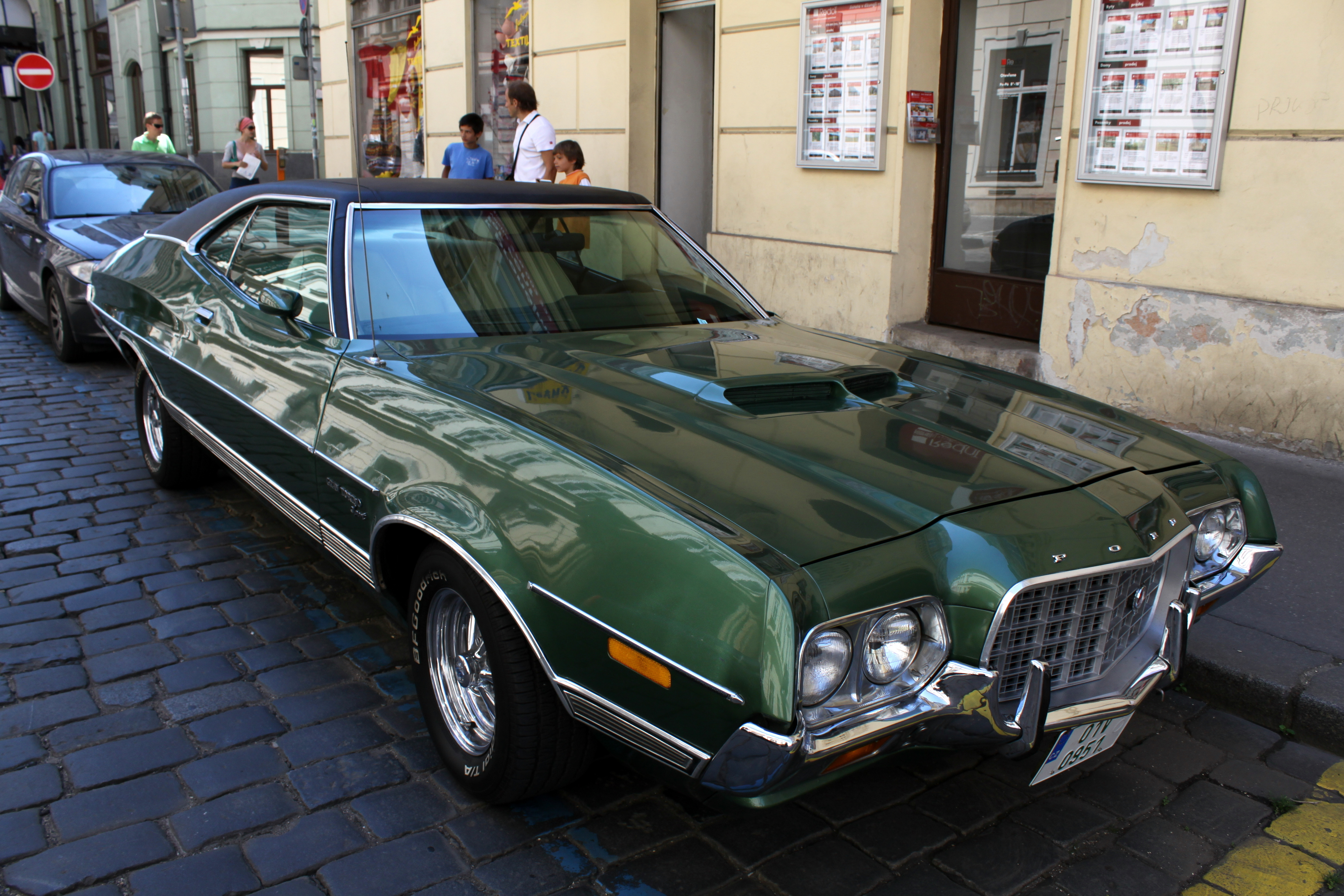
Ford Gran Torino

Gran Torino – dramat filmowy z elementami filmu akcji w reżyserii Clinta Eastwooda. Koprodukcja amerykańsko-australijska z 2008 roku. Zdjęcia kręcono w stanie Michigan, m.in. w Detroit.

## Fabuła
Walt Kowalski, Amerykanin polskiego pochodzenia, weteran wojny w Korei, to burkliwy i oschły dla bliskich oraz sąsiadów zatwardziały konserwatysta. Nie lubi obcych i otwarcie wyraża się z pogardą o „czarnych”, „żółtkach” i innych narodowościach; nie ma również dobrych relacji z rodziną. Pod maską tetryka kryje się jednak uczciwy i porządny człowiek, kierujący się własnym sumieniem i zasadami pozornie niepasującymi do współczesnej mentalności Amerykanów.
Główny wątek filmu zaczyna się, gdy Walt przyłapuje młodego imigranta na próbie kradzieży swojego samochodu, zleconej przez miejscowy gang. Kradzież klasycznego modelu samochodu Walta Kowalskiego – Forda Gran Torino z 1972 roku – miała być kryminalną inicjacją Thao, pochodzącego z imigranckiej rodziny chłopaka, sąsiada Walta. Mimo trudnych okoliczności i ogromnej odmienności kulturowej konsekwentne działanie tradycjonalistycznej rodziny Thao i (amerykański) tradycjonalizm Walta znajdują wspólną płaszczyznę porozumienia. Dla Thao, wychowywanego w domu pełnym kobiet, Walt staje się męskim wzorcem postępowania. Chłopak uczy się uniwersalnych zasad działania, zarówno w sytuacjach codziennych, jak i nadzwyczajnych, które mają miejsce podczas zwrotu akcji filmu i w rozwiązaniu.

## Obsada
- Clint Eastwood jako Walt Kowalski
- Christopher Carley jako ojciec Janovich
- Bee Vang jako Thao Lor
- Ahney Her jako Sue Lor
- Brian Haley jako Mitch Kowalski
- Geraldine Hughes jako Karen Kowalski
- Dreama Walker jako Ashley Kowalski
- Brian Howe jako Steve Kowalski
- John Carroll Lynch jako fryzjer Martin
- William Hill jako Tim Kennedy
- Doua Moua jako Fong/Pająk
- Scott Eastwood jako Trey

## Nagrody
- 2010: Cezar – nagroda za najlepszy film zagraniczny
- 2010: Stowarzyszenie Krytyków Filmowych z Tokio – nagroda za najlepszy film zagraniczny
- 2009: Włoska Akademia Filmowa – nagroda David di Donatello za najlepszy film zagraniczny